# 错河
40°12′05″N 117°00′43″E / 40.2014374°N 117.0118289°E
错河是北京地区的一条河流，为泃河的支流。
发源于密云县东邵渠乡，向南流入平谷区，在马昌营乡汇入泃河。全长40.7公里，流域面积494平方公里。